# Економічні дані
Економічні дані — відображення економічних явищ, не пов'язане з конкретним завданням управління і з певним споживачем. Широко використовуються в статистичній інформації.

## Сфери інтересів
Економічні дані стають інформацією, якщо їх споживач розв'язує певне завдання управління. Іншими словами, економічна інформація — це економічні дані, які використовуються в управлінні.

## Основні напрями
Економічна інформація розглядається в прагматичному, семантичному і синтаксичному аспектах. Прагматичний аспект пов'язаний із розглядом цінності, корисності використання економічної інформації для вироблення правильного управлінського рішення. Це дає змогу відокремити потрібну інформацію для кожного рівня управління. Семантичний аспект забезпечує вивчення значеннєвого змісту (чи змістового навантаження) інформації, визначення зв'язку між її складовими частинами. Синтаксичний аспект дас змогу встановити параметри інформаційних потоків, розглянути форми подання інформації, її носії, способи кодування.

## Сучасний стан
Економічна інформація є предметом автоматизованого оброблення. Вона мас ряд особливостей, що впливають на способи її збирання, реєстрації та використання. Ці особливості полягають у тому, що, будучи єдиною для всього народного господарства, вона:
— мас тенденцію до постійного збільшення обсягів даних;
— відображає різнобічну діяльність підприємств, організацій через систему натуральних, вартісних та інших показників;
— є цифровою, алфавітною та алфавітно-цифровою, мас лінійну форму подання;
— в основній своїй масі дискретна, фіксується на матеріальних носіях;
— характеризується масовістю та великими обсягами, тривалістю збереження і необхідністю накопичення, повторюваністю циклів виникнення й оброблення у встановлених часових межах;
— має складну структуру.

## Див.також
- Екологічна економіка
- Зелена економіка
- Віртуальна економіка
- Інформаційна економіка
- Політична економія
- Нейроекономіка
- Соціоекономіка
- Поведінкова економіка
- Конституційна економіка
- Цифрова економіка
- Інноваційна економіка
- Економіка знань